# Sigi Wolf
Sigismund (Sigi) Wilfred Wolf (Paramaribo, 10 februari 1936 – Amsterdam, 17 februari 2008) was een Surinaams theoloog en surinamist.
Sigi Wolf had Creoolse, Hindostaanse en Joodse voorouders. Zijn familienaam was de Nederlandse omzetting van de naam van zijn Sefardisch-Joodse voorouders Lobo.
Sigi Wolf volgde de St. Paulusschool (Mulo) in Paramaribo. Na een carrière als redacteur bij de Haagsche Courant, Het Binnenhof en later Elsevier Bonaventura (bijdragen in Elseviers Magazine). Hij studeerde hij in 1996 af in de theologie aan de Universiteit van Amsterdam. Tijdens zijn studie voltooide hij zijn scriptie Wintireligie als legitieme heilsweg voor Christelijke Afro-Surinamers. Hij voltooide een doctoraalscriptie over de Afro-Amerikaanse godsdienst winti:  'Mijn leven is doorspekt van Winti': proeve van een godsdienstpsychologische analyse van de religieuze ervaring bij christelijke Winti gelovigen. Hij was actief binnen de Stichting Instituut ter Bevordering van de Surinamistiek en van 1992 tot 1994 hoofdredacteur van het tijdschrift voor surinamistiek Oso. In 2001-2002 was hij eindredacteur van het tijdschrift voor Surinaamse genealogie Wi Rutu.
Sigi Wolf publiceerde voornamelijk op het snijvlak van theologie, godsdienstgeschiedenis en slavernijgeschiedenis. Zijn bijdragen verschenen in Oost en West, Internationale Spectator, Bzzlletin, Elseviers Magazine, Verbum, Oso en Wi Rutu. In 1975 redigeerde hij een fotodocumentaire over de nieuwe Republiek Suriname onder de titel Suriname, gisteren, vandaag, morgen: portret van een oplevend land.
Sigi's grote andere interesse was kunst en hij beheerste de techniek om zelf iconen te schilderen. Zijn werken waren allemaal opgedragen aan zijn beschermingheilige Peerke Donders (pater Donders) die hem tijdens zijn lange periodes van ziekte geruststelde.